# Посольство України в Ізраїлі
Посольство України в Державі Ізраїль — дипломатична установа України в Державі Ізраїль.

## Завдання посольства
Основне завдання Посольства України в Тель-Авіві — представляти інтереси України, сприяти розвиткові політичних, економічних, культурних, наукових та інших зв'язків, а також захищати права та інтереси громадян і юридичних осіб України, які перебувають на території Держави Ізраїль.
Посольство сприяє розвиткові дружніх і взаємовигідних відносин між Україною і Державою Ізраїль на всіх рівнях, з метою забезпечення гармонійного розвитку двостороннього діалогу, а також співробітництва з питань, що становлять взаємний інтерес. Посольство виконує також консульські функції.
З жовтня 2012 р. діє Український культурний центр у Державі Ізраїль. Адреса УКЦ: м. Бат-Ям, вул. Ніцана 15А.

## Історія дипломатичних відносин
Держава Ізраїль визнала незалежність України 25 грудня 1991 року.
26 грудня 1991 року між Україною і Державою Ізраїль було встановлено дипломатичні відносини.
Посольство України у м. Тель-Авів функціонує з жовтня 1992 року. Посольство Ізраїлю в Києві відкрито на початку 1993 року.

## Керівники дипломатичної місії
1. Щербак Юрій Миколайович (29.10.1992 — 22.10.1994), посол
2. Майданник Олександр Іванович (19.01.1996 — 03.01.1998)
3. Марков Дмитро Юхимович (17.03.1998 — 12.07.2002)
4. Сліпченко Олександр Сергійович (14.11.2002 — 24.07.2004)
5. Хом'як Олександр Васильович т.п. (24.07.2004 — 24.11.2005)
6. Тимофєєв Ігор Володимирович (24.11.2005 — 11.05.2010)
7. Надоленко Геннадій Олексійович (29.06.2010 — 10.09.2020[1])
8. Корнійчук Євген Володимирович (з 10.09.2020[2]).

## Генеральне консульство України в м. Хайфа
З листопада 2008 року по листопад 2014 року діяло Генеральне консульство України в Хайфі.
- Турчин Ігор Вітамінович, генеральний консул

## Представництво України в ПНА
- Представництво України при Палестинській Національній Адміністрації.
- м.Рамалла, аль-Бире, вул. Алькавтер, 4-й поверх, центр «Ві. Ай. Пі.»

## Почесні консули України в Ізраїлі
- Ізраїль: Єрусалим (Офер Керцнер)
- Ізраїль: Хайфа (Арон Майберг)